# 阮河
和郡公阮河（越南语：／；16世紀？—1576年），一稱名阮福和，廣南阮主第一代領袖阮潢的長子。
阮河生母為端國太夫人，在後黎朝任左都督，正治元年（1558年）他和家人進入順化，嘉泰四年（1576年）夏天去世，贈太保和郡公，有子掌營阮福祿、阮福衛、阮福弘、掌奇阮福宣、阮福仝和錦衣衛都指揮使阮福義；阮福祿與阮福宣二人在文王阮福源和昭王阮福瀾為著名將領。